# Palócok
A palóc terület a Duna–Tisza közétől, Magyarország közepétől észak felé, délnyugattól északkeletre hosszú vonalban húzódik az Alföld és a magyar–szláv nyelvhatár között.

## A palócok eredete
A palócok eredete már igen sok néprajzkutatót, történészt foglalkoztatott, ennek ellenére a népcsoport származását illetően még mindig sok a fehér folt. A 2002-ben megjelent Nógrád Megyei Múzeumok Évkönyvében Paládi-Kovács Attila: A palócok eredete, etnikai összetevői című publikációjában találkozunk a palóc népcsoport eredetére utaló eddigi kutatások összegzésével, amely alapján megállapítható, hogy erre vonatkozóan 5 lehetséges válasz valószínűsíthető.
1. A kabarok utódai: Az Anonymus által kunnak nevezett kabar vezérek többségének szállásterülete északon volt. A palócok ősei a honfoglalás idején a magyar törzsekkel együtt érkeztek és települtek meg a Kárpát-medencében. A Hont, Nógrád, Gömör-Kishont, Borsod, Bükk-vidéken, Hevesben a Tarna-Zagyva felső völgyszakaszainak első foglalói között viszont nem találjuk a kabar eredetű nemzetségeket. Ezzel szemben megtalálhatók a Bodrogközben, Csallóközben, Fejér vármegyében, a Mezőföldön, Baranya és Torontál kisebb körzeteiben.
2. A palóc népcsoport magja polovec-kun eredetű: E szerint a honfoglalás után 200-300 évvel, de mindenképp a tatárjárást megelőzően érkeztek a Kárpát-medencébe 1100-1200 között. A főként rabságba, fogságba esett kun csoportok a nyugati, északi gyepűk mellé kerültek a várispánságok és az egyházi központok uradalmaiba.
3. Avar, székely, kazár töredékek leszármazottai: Bakó Ferenc: a Palócok című, 1989-ben megjelent négykötetes monográfia szerzője szentelt különösen nagy figyelmet a palócokat a honfoglalás előtti népektől eredeztető nézeteknek. A „palóc herceg” mondai alakja és a göcseji nép eredethagyománya, az avar temetők és az avar eredetűnek mondott helynevek mind ezt sugallják.
4. A palócok egy eredetűek a magyarokkal: Szeder Fábián aki a palócság kultúrájának és nyelvének első részletes leírója volt a 19. század elején, szerint viszont a palóc nemzetség egy eredetű a magyarokkal. 1048-1223-ig Délkelet-Európa legnagyobb nomád népét a kunok jelentették, akiket a szláv források polovecnek neveztek. Ezzel a névvel foglalták össze a velük szövetséges, illetve a hasonló életformát folytató népeket. A palócok egésze tehát nem eltérő a magyaroktól, de a közéjük települt török elemek asszimilációja külön színezetet, s nevet adott nekik.
5. Honfoglaló magyarok és szlávok keverékei: A palócok eredetét kutató genetikai vizsgálat azt mutatta, hogy az északabbra élő szlávokkal bizonyos fokú rokonság feltételezhető. Viszont ez az eredmény megkérdőjelezhető, mivel a genetikai minták alapjául szolgáló falvak 1700 és 1715 között újratelepített falvak voltak, így a mintát adó emberek csak az 1700-as évek után beköltözött jövevény családok leszármazottai, akiknek igazi palóc eredete kétséges. A régi törzsökös lakosság ugyanis a Jászság és a Délvidék irányába vándorolt és beleolvadt az ott élő jászokba, magyarokba.

## Történetük

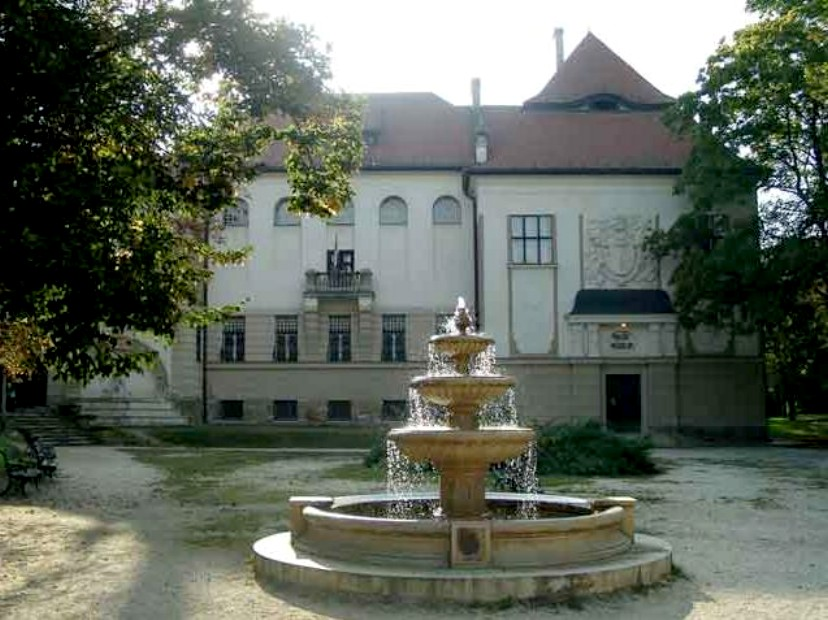
Palóc Múzeum, Balassagyarmat

A palócok alatt a Mátra, a Bükk-vidék központi részétől északra fekvő medence jellegű területek, illetve a Nógrádi-medence és az Ipoly-völgye magyar parasztsága értendő, a 19–20. században. A „Palócföld” (Felföld) lakóit leginkább a folklór közös sajátosságai, a 20. század első felében is fennmaradt nagycsaládrendszer és az azt tükröző településszerkezet, a római katolikus vallás, valamint a kétféle „a” hangot használó nyelvjárás köti össze. A palócság létszámát egykor 600 000 főre becsülték, de ezt az egykor egy tömbben élő etnikumot több olyan csapás is érte aminek hatására ez a létszám mára feleződött, harmadolódott. A török hódoltság alatt több falut felégettek és az embereknek el kellett hagyni ősi otthonaikat. Az elszármazók sok esetben soha sem tértek vissza. A török után viszont mivel az alföldi és a déli országrészek elnéptelenedtek a palócok dél felé vándoroltak és benépesítették ezeket a területeket. A palócok elvándorlása 1700 után tömeges volt és az általuk üresen hagyott területekre észak-magyarországi magyarokat vagy szlávokat telepítettek. Az eredeti palóc etnikum kizárólag azokban a falvakban maradhatott meg akik a törökök előtt is helybenlakók voltak. A másik nagy csapás a trianoni békeszerződés volt, amely szinte kettévágta Palócföldet. Az országhatáron túl maradt palócok létszáma a tudatos elszlovákosítás eredményeként egyre apad, de még mindig számottevő. Erre a tragikus sorsra és az összetartozásra megemlékezve állították fel a Palócok Vigyázó Nagykeresztjét Herencsényben.
Palócföldön a néprajzi gyűjtések igen gazdag folklórt hoztak felszínre. Kiemelkedően gazdag a hiedelemvilág, a lakodalomhoz és a jeles napokhoz kapcsolódó szokásanyag. Jellegzetes palóc szokás volt a kiszehajtás: virágvasárnap a lányok egy menyecskeruhába öltöztetett szalmabábut (kisze) vittek végig a falun, majd a határba érve levetkőztették, és a folyóba dobták vagy elégették. Ezzel szimbolikusan megszabadították a falut a téltől, minden bajtól, betegségtől.
Az első könyvet a palócokról Szeder Fábián János írta A palóczok (1819) címmel. Lásd a Palóc nyelvjárás alatt.
A palócság jeles kutatója Manga János volt.

## Csoportjaik

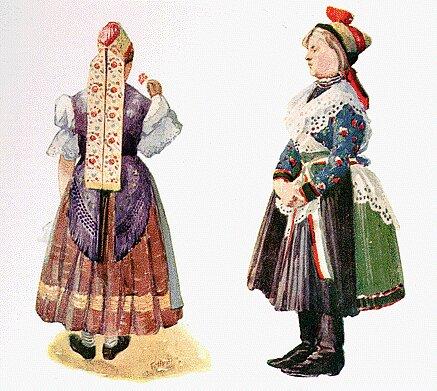
Palóc népviselet

### Palócok (nyugati, közép és keleti csoport)
A palócok szállásterülete a magyarországi és szlovákiai Hont, Nógrád, Heves, Borsod, Gömör történeti vármegyékre terjed ki, ahol mintegy félszáz településen élnek. Legnagyobb városaik: Ipolyság, Rimaszombat, Tornalja, Fülek, Balassagyarmat, Eger, Miskolc, Gyöngyös, Salgótarján, Szécsény. Viseletük, szokásaik és táncaik alapján a palócok között egy nyugati és egy keleti csoportot különböztethetünk meg (több néprajzkutató szerint külön kell vennünk egy közép-palóc csoportot is). E különbözőség oka, hogy a közép és a keleti csoportot nem érte számottevő idegen hatás, mint a nyugatit.
Sajátos ősi elnevezésük a „had”, amely az egy községben lakó mindazon palócok elnevezése, akik egy vezetéknevet viselnek, ha mindjárt különálló családot képeznek is. A palócok fontos foglalkozási ága volt a méhészet, a pálinka és lekvárfőzés valamint az aszalás és a rekesztő-emelőhálós halászat. Félvad sertéseiket ridegen tartották és makkoltatták, az igavonásra még a 20. század elején is ökröket használtak. Növénytermesztésüknél mindig ügyeltek a jeles és tiltó napokra. A palócok tudatában ott élnek az ősi hitvilági alakok, hiedelmek, babonás képzetek, a „garabonciás gyiák”, a „tüzes emberek”, a „bolygótüzek”, a „nyavalya” és a „tudalmas halottlátó asszony”. Több helyen ma is tartják az ördöglagzi, a mátkatál, a kiszehordás, a villőzés, májfaállítás, a Luca-nap, a betlehemezés és a karácsonyi vesszőhordás szokását. Ezekben a népszokásokban az ősi belső-ázsiai hitvilág maradványai a kereszténységgel keverednek.

### Barkók
Ózd környékén, a Rima-Hangony és a Hódos patakok mentén laknak, egyesek szerint önálló magyar népcsoportnak tekinthetők, de szokásaik, táncaik alapján valószínűbb, hogy a palócok mellékágát képezik. Mai gúnynevük először 1833-ban jelenik meg; egyesek szakállukkal, mások a Bertalan és Bertók keresztnevekkel hozzák összefüggésbe, de vannak akik egy Barco nevű gyűlölt osztrák tábornok nevét vélik nevükben felfedezni, akinek a lovasezrede a barkók területén táborozott.

### Matyók
Matyóknak a Miskolc körzetében fekvő három község (Matyóföld) – Mezőkövesd, Szentistván és Tard lakosságát nevezzük. Elterjedésük régen nagyobb volt a mainál. Ezek a népes községek egy tájszólás, viselet, szokás és jellemvonás tekintetében közös csoportba sorolhatók. Nevüket Mátyás királytól vették, aki őket több szabadsággal megajándékozott, sőt egy okmányt részükre Mezőkövesden adott ki és írt alá, ahonnan „Mátyás fiainak és végre Matyóknak” nevezték el őket. A tardiak ugyan a tatárjárásból itt maradt néhány tatár leszármazottainak tartják magukat, amit a falu felett lévő tatárhalom is hihetővé tesz, mégis egy csoportba sorolhatók a mezőkövesdiekkel és a szentistvániakkal.

## Nyelvjárási sajátosságok
Egy nép eredetének kutatásánál kétségtelenül egyik legfontosabb a nyelvet figyelembe venni. Nem kétséges, hogy a beköltöző magyarok egyik települési vonala a Sajó völgye, ahol tiszta magyarság lakik, sajátos nyelvvel. A palócok sajátos beszédmódjukról azonnal felismerhetők. A nyelvtudósok hirdetik, hogy az ősmagyarok nyelvéből a Mátra körül elszigetelt palócok őrizték meg a legtöbb emléket. A palócok a hosszú á-ból alakult a-ról nem tudnak leszokni. A -val, -vel rag náluk változatlanul megmaradt, a szóvégi mássalhangzókhoz nem hasonul: ablakval, botval, kinval, késvel, menyemvel. Az á, é, ó, ő magánhangzókat így ejtik: uá, ié, üő: laó (ló), haó (hó), aólom (álom), vuáros (város), iédes (édes), üőrzöm (őrzöm), miérges (mérges), kiéreg (kéreg). A palócok híven őrzik az eredeti nyílt, hosszú e hangot: leven, tehen. A rövid a-t kevéssé nyitott szájjal ejtik ki. Nagyon érdekes, hogy az ű betű előtt a t betűt ty-re változtatják: tyükör, tyűz. A d helyett gy hangzik: gyisznuó (disznó), gyiuó (dió), gyiuák (diák). A ti helyett, tyi: szeretyi, Katyi, Petyit mond. Mondatszerkesztésüknek igen érdekes sajátossága, hogy kötőszó: és, hogy stb. nélkül órákig képesek beszélgetni. A palóc falvakban sokszor zavarba lehet jönni, mert a kívülálló több szót nem is ért meg. Például az ácsik: gyermekállóka; bábakakas: kappan; bakkanó: zökkenős út; szátyva: szövőszék; kapacs: teknővájó vas szerszám; szap: kenceoldal; gyük: gyökér; gyükör v. tyükör: tükör A -t végű igék múlt idejű alakját csak a palóc nyelv őrizte meg: kikötte, kifutta, megett, megitt, megsütte.

## Valláskultúra

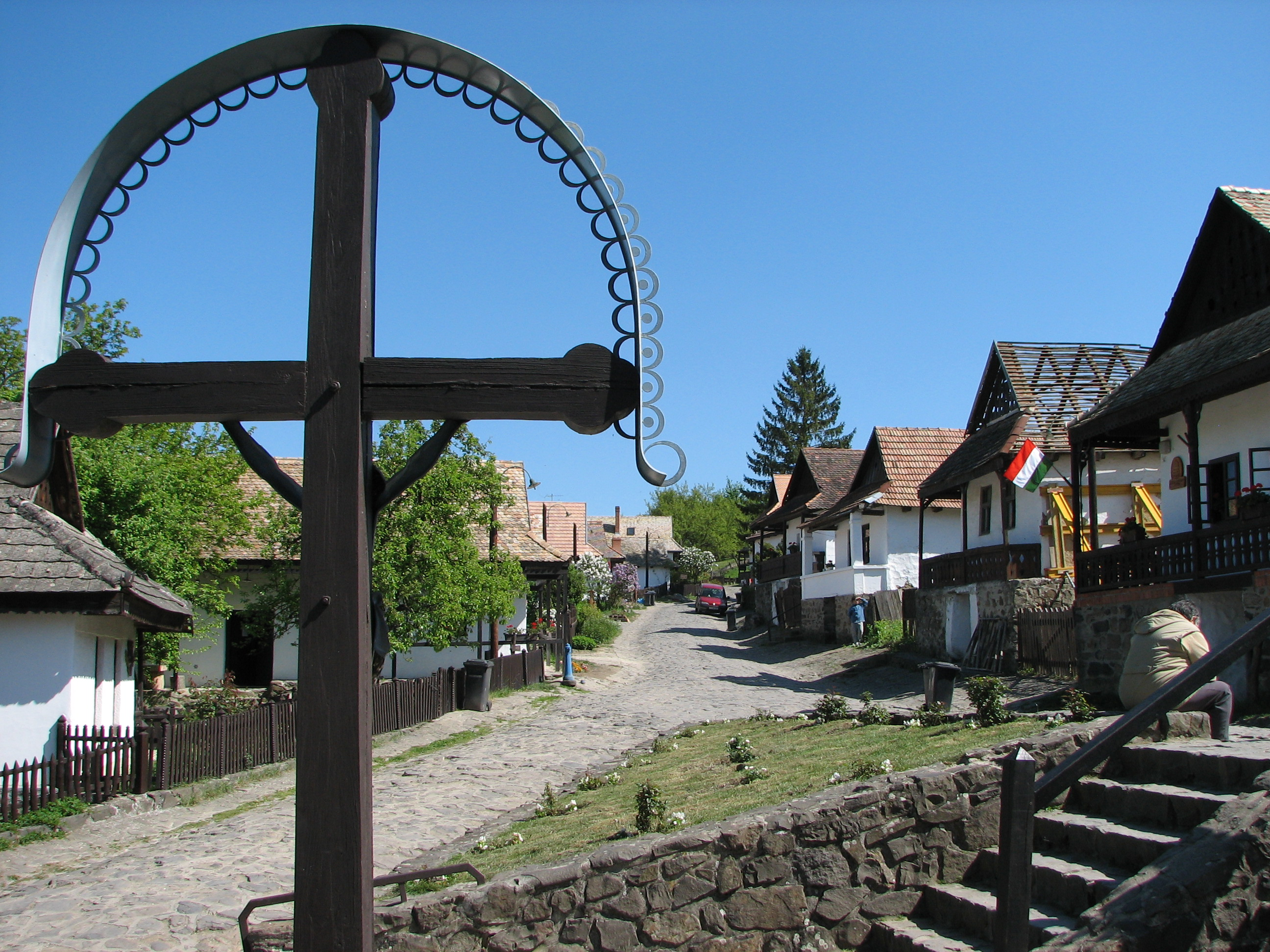
Hollókő

A palóc területen a 17. és részben a 18. században sajátos vallási gyakorlat alakult ki, az ún. „licenciátus vallásosság”: A Palócföld vált az egyik legközpontibb területévé a „szentemberek” és asszonyok működésének. A török hódoltsági területen a papi jelenlét hiányában még inkább kibontakozott az egyházi közvetítés nélküli közvetlen vallásos gyakorlat. A palóc falvakban máig élő, eleven vallásosságot találunk. A Palócföld zömmel katolikus lakossága az északi népterületen központi helyet foglal el, keleten, északkeleten a borsod-gömöri református népcsoporttal határos. Igen fontos tényezőként jelentkezett a gyöngyösi, füleki, szécsényi és még az egri középkori ferencesség hatása is. „Talán sehol nincs olyan buzgó búcsújáró hagyomány, még manapság is, mint itt a palócoknál”. Palócföldön voltak például a leglátogatottabb, részben középkori, jórészt a barokk korból eredő búcsúhelyek (Mátraverebély-Szentkút, Hasznos, Máriabesnyő, Egerszalók, Eger stb.). Többfelé is fakadtak csodatévő források. A palóc népi vallásosság jellemző sajátosságai között hangsúlyozzák több néprajzi leírásban is a palóc vallásosság misztikus voltát. Karancskeszi-angyalarcok; szandai Mária-kápolnánál fényjelenségek, melegség; mátranováki lakás kis kápolnája gyógyítóhely, stb.
A templomra nem csupán építészeti alkotásként tekintenek, nem kizárólag a liturgia helyszínéül szolgált, de a templom magának az istenségnek, védőszenteknek a lakhelye volt. A templomi eszközöknek gyógyító hatást tulajdonítottak. A népi vallásosság a település lakó és gazdasági épületeire is kiterjedt. Elkészültükkor a pap, a gazda vagy a gazdasszony megszentelte.

## Palóc népviselet
A palócság kulturális ismertetőjegye a népviselete.
A Palócföldön belül számos viseleti csoport (bujáki, hollókői, kazári, őrhalmi, rimóci, nagylóci stb.) alakult ki a nők hajviselete, főkötőik színe, díszítése, szoknyájuk száma, hossza, az ingvállak hímzése, a kötény formája, a pruszlik (ujjas kabátféle), a mell és fejkendő anyaga megkötésének módja, a férfiak kalapja, ingük hímzése, a rojtos aljú gatya hossza, szélessége stb. alapján. Az öltözet falvanként és csoportonként kifejezte viselőjének korát, vagyoni állapotát, de az alkalomra is utalhatott. Jellegzetes volt az új menyecskék főkötője. A szőtteshímek leginkább kötényeket, tarisznyákat és törülközőket díszítették. A feketével, illetve a fehérrel varrott lyukhímzést a kék-piros, majd a többszínű követte.
Az 1850-es években a férfiak öltözékében a fehér posztóból előállított szűr általános viselet volt. A legény addig nem gondolhatott a lánykérésre, amíg szűrt nem tudott magának vásárolni. Esküvői ruhájuk ékességét a cifraszűr jelentette, melyet ünnepek alkalmával idős korukig hordtak. A fekete báránybőrből készült kucsma, a rövid derekú, piros-kék-zöld fonallal, keresztöltéssel kivarrt vászoning, a hosszú szűk gatya, valamint a bő szárú vászongatya mellett ködmönt is szívesen öltöttek magukra. Egy-két nagyobb gazda ruhatárából nem hiányozhatott a kerek bunda (suba) sem. Ünnepnapokon hosszú szárú csizmát húztak a lábukra.
A palóc női ruházkodás a rövid szoknyás viseletek közé sorolható. Alsó- és felsőruháikat kendervászonból készítették, hétköznapokon pendelyt, kötényt és félinget (ingváll), ez utóbbi fölé nyakbavaló kendőt kötöttek, amelyek alapanyagát a kékfestő, klott, kasmír, élénk színű, rojtos szélű selyem képezte. A lányok haját „tyúkosba” vagy „varkocsba” fonták, az asszonyokét kontyba tekerték. A fejviselet – amelyet csipkével, szalaggal, gyönggyel, hímzéssel dekorált főkötő jelentett, talán Kazáron és annak környékén volt a legváltozatosabb. Ahogy idősödtek az asszonyok, úgy maradt el a selyemkendőjükről először a rojt, majd a fejkendőnél és a főkötőnél az élénk színeket fokozatosan a tompák váltották föl.
Ünnepeken a nagylányok 12-15 erősen kikeményített alsószoknyát vettek fel. A kor előrehaladtával egyre kevesebb lett az alsószoknyák száma.

## Palóc szokások
Családi életük sok helyütt ma is a régi patriarchális renden alapul. A palóc legény, ha megnősül, haza viszi az új menyecskét a szülei házába. E szokásból kifolyólag nem egy palóc apa három-négy feleséges fiával és azok gyermekeivel lakott egy fedél alatt.
A család élén a gazda és a gazdasszony áll. Mindkét tisztet a család (vagy had) legöregebb férfi illetve női tagja tölti be. Személyüket a feltétlen tisztelet és megbecsülés övezi. A gazda a háznép ura a vagyon őre és a mezei gazdálkodás intézője. A gazdasszony a háztartás vezetője; ő süt, főz, a többi asszony maximum a kenyérsütésnél segíthet. A főzésbe egyetlen gazdasszony alá tartozó nő sem avatkozhatott, ezért van, hogy a palóc asszony csak késő menyecske korában tanul meg főzni. A család fiatalabb nőtagjai fonnak, szőnek, varrnak, mosnak vagy pedig a könnyebb mezei munkánál segítkezhetnek, ha a gazda ezt megengedi. Ha a nagycsaládi életet valami megzavarja, és kenyértörésre kerül a sor, a vagyont elosztják és „nyilat húznak rá”
Ételeik táplálóak. Baromfit nemcsak eladásra, hanem saját háztartásuk részére tartják. Kevés helyen látni annyi ludat egy helyen mint a palócoknál. Télen egy-két hízó mindig van az ólba. A férfiak az asztal körül ülve a nők pedig férjeik mögött állva kanalaztak a közös nagy tálból. Az asztal melletti szöglet a főhely, ide ül a gazda és az érdemesebb vendéget szintén ide ülteti. A pálinkás vagy borosüvegből ősi szokás szerint mindig a gazda iszik először és csak ezek után nyújtja a többieknek ezekkel a szavakkal: „Adom becsületvel”, mire a vendég így felel: „Köszönöm baecsületvael vaeszem”. Koccintgatásnál azt mondja a gazda: „Ereő egesseg”, amire a vendég így felel: „Soha el ne haggyek” vagy azt mondja: „az apánk Úristenet”, „Dicserjeük minnyájan”.
Házassági szokásaiknak sok régi jellemző vonását megőrizték. A legtöbb házasság a szerelem jegyében kötődik, de ha az érdek megkívánja, már igen korán, 14 éves koruk körül a szülők is megházasíthatják a gyereket. A palóc legény előre kiszemeli élete párját, de idegennel, más falubelivel, sőt más utcabelivel soha nem nősül, mert ez nagy szégyent jelentene rá. Ha szülők nem ellenzik a szerelmet, a lány és a legény kendőt cserél, melyet a kijelölt napon a „kendő-lakás”-nak nevezett hivatalos eljegyzés követ. A „kendő-lakás”-t követő harmadik héten megtartják az esküvőt. A lakodalmi vendéget pántlikás, bokrétás vőfélyek hívogatják. Az esküvőt ősszel vagy farsangkor tartják lehetőleg hétfői napon. Megelőző este kikiáltják a „lakodalmas tiszteket”, „nyoszolyó vagy ágyvető asszonyokat” és a vőlegényes házhoz szállítják a menyasszony ágyát, ágyneműit és tulipános ládáját. Az esküvő reggelén a menyasszony nászinget küld a vőlegénynek. A jegyespár külön megy az „istenházába”, ki-ki a maga násznépével. A menyasszony kocsin és egész csöndben, a vőlegény ellenben gyalog, táncoló legényekkel kurjongatva, zeneszó mellett nemzeti színű zászlókat lengető lovas bandériumokkal kísérve. A „menyegzői királynét” csak este a „napáldozat” után viszik a vőlegényes házhoz. Kocsin és lóháton fényes küldöttség megy érte. A „szószóló” előbb kikéri a lányt a szüleitől, majd kocsira ültetik és megindul a nászmenet. Legelöl fölkendőzött lovakon a vőlegény és pajtásai haladnak, égő fáklyákat tartanak a kezükben, nyomukba a menyasszony csengő-bongó szerszámú négylovas fogata megy.
Mikor megérkeznek a vőlegényes házhoz hosszú asztalhoz ülnek és ételek egész sorát kell elfogyasztaniuk, amit a vőfélyek verses köszöntői kísérnek. A vacsora után jön a „menyasszonytánc”, majd ezután a „menyasszonyfektetés”. A násznép egész éjen át vigad. Másnap reggel a menyasszonyt felkontyozva „avatásra” vezetik. Ekkor kezdődik a lakodalom java része az „öreg hérész”. Ekkor a mulatság még több napig tart. A régi palóc lagzik jellemzője, hogy nem egyszer egy hétig tartottak.
Az újszülött érkezését előkészületek kísérik. A menyecske meggyón, megáldozik, a „gombos nyoszolyát” körülkeríti „sátor lepedővel”, és annak csücskébe egy gerezd fokhagymát, egy kis kenyérhéjat meg egy csipetnyi sót kötöz, hogy a születendő gyereket megvédje a bűbájtól, a szemmel veréstől, és hogy a „rosszak” éjjel ki ne cseréljék. Ugyanebből a célból az újszülöttet „tisztes fűben” megfürösztik, és a keresztelőig olvasót tesznek a pólya kötözőjébe. A keresztelőt mindig délelőtt tartják, amin csak nők vesznek részt, és kalácsot, pálinkát fogyasztanak az újszülött egészségére.
A palócok hite szerint minden ember halálát egy lefutó csillag jelzi az égen. A haldokló lelkének, hogy könnyebben szabadulhasson, ablakot nyitnak. A halottat megmossák, ünneplőbe öltöztetik, lábára csizmát húznak, de a patkót lefejtik róla, hogy ha éjjel hazamegy „a szállást megköszönni”, ne kopogjon. Az asszonyok kontyvasát is lefejtik, és egy darabka fával vagy lúdtollal helyettesítik, mondván a halottnak nehéz vasat viselni. A halottat a ház utcára néző oldalán a mestergerenda alatt helyezik el, hogy azalatt hosszában feküdjék. A temetést a tor követi, ahol megterítenek a halottnak is. A kést, kanalat, villát keresztbe fektetik egymáson, a tányért lefelé fordítják, a széket üresen hagyják, mert hitük szerint a toron ott ül a halott is.

## Embertani jellemzők
A palóc férfiak vállra omló hosszú hajat viselnek, amelyet középen elválasztanak. Hátul görbe csontfésűvel szorítják le, még a fül fölött leomló hajat befonva lógatják. Bajusz, szakáll a régiek közt igen ritka volt, az öregek hajdan szálanként kitépdesték a szőrt az arcukból. A lányok varkocsba fonják hajukat. A süveg használata már ritkább, de annyiban megmaradt, hogy sokszor még mindig kalapban temetkeznek.
A palóc testalkata, mint a pásztor emberé, rendszerint erős, közepes (sokszor inkább magas), homloka nyílt és magas, orra kissé hajlott, szemei mandulavágásúak (sokszor egészen mongoloid hatásúak), pofacsontjai kiállóak, vállai szélesek, melle domború. A nők nyúlánk alkatúak tekintetük nyílt, bizalomgerjesztő. Nagyon ügyelnek a tisztaságra a nők ruházkodása fényűző.
A palóc büszke az ingatlanra, mód nélkül szereti. Nagy becsben tartja a kendert legfőbb büszkesége a ló. Gazdasági eszközei azok berendezése és elnevezési megegyezik a székelyekével.
A palóc bármennyire szegény, zabkenyeret soha nem eszik, szereti viszont a burgonyát, tököt, görhét, száraz gyümölcsöt és gombát. Szereti a levesféléket a kiszi és cibere savanyúságokat, a tárkonyos levest. A sülteket többféle alakban, tészták közül a gancát, csíkot, morványt, fentőt, bélést és a bodakot amit a hamuban sütnek meg. Az ételeket gazdagon fűszerezik, szeretik a sáfrányt, szerecsendió-virágot, fahéjat, gyömbért, borsot, rozmaringot és a bazsalikomot.
A régi harcias életkedvet fenntartotta a mulatságokban való szilaj kedv, a duhajkodás a lakodalmas nép menyasszonytáncát követő kirohanás.
Szorgalmas, dolgos, munkabíró a férfi a nő egyaránt. Erkölcseiben tiszta, becsületére féltékeny, általában büszke önérzetes nép. Az idegen iránt bizalmatlan, zárkózott természetű, de akit a szívébe fogad azért kész életét is áldozni. Az öregebbje csendes, békés; a fiatal viszont heves, lobbanékony és ha kell véres verekedés árán sem engedi igazát. Szívós, edzett természetű és jó katona. Nagyobb részük huszárezredekben szolgált. A kis gyermeket mihelyt járni tud, lóra ülteti az apja és úgy szólván a ló hátán nő fel, mint a kun. Palóc gyerekek 7-8 éves korukra már szőrén ülik a lovat. Messzi földön híresek lovas tudományukról és elmegy a híre az olyan legénynek ki a lóról leesik. Egész emberöltőn át emlegetik és még az utódain is rajtamarad: „Kopasz Nagy Jancsi, fia Kopasz Nagy Ferkónak, aki a lórú leesett”. Derült, vidám kedélye akkor sem hagyja el, ha nehéz sorsban kell élnie; akkor is így biztatja egymást: „Komám, ne szomorkodjeék; ez a világ a mijenk a másik is az laesz meeg”.